# Dymasius indigus
Dymasius indigus es una especie de escarabajo del género Dymasius, familia Cerambycidae. Fue descrita científicamente por Holzschuh en 2008.
Habita en Malasia (isla de Borneo). Los machos y las hembras miden aproximadamente 19-24 mm. El período de vuelo de esta especie ocurre en los meses de marzo y abril.